# Radicaal 49
Van de in totaal 214 Kangxi-radicalen heeft radicaal 49 de betekenis zelf. Het is een van de eenendertig radicalen die bestaat uit drie strepen.
In het Kangxi-woordenboek zijn er twintig karakters die dit radicaal gebruiken.

## Karakters met het radicaal 49
| Strepen | Karakter    |
| ------- | ----------- |
| + 0     | 己 已 巳    |
| + 1     | 巴          |
| + 4     | 巵          |
| + 5     | 巶          |
| + 6     | 巷 巸 巹 巺 |
| + 7     | 巼          |
| + 9     | 巽          |

Klein zegelkarakter